# Trattato con Algeri (1815)
Il Trattato di Algeri fu firmato il 30 giugno 1815 tra gli Stati Uniti d'America e l'Algeria ottomana, conosciuta come uno Stato barbaresco.

## Trattato
Come previsto dal trattato nell'Articolo Uno:
Dalla conclusione di questo trattato ci sarà una pace e un'amicizia fermamente inviolabili e universali tra il Presidente e i cittadini degli Stati Uniti d'America da una parte, e il Dey e i sudditi della Reggenza di Algeri a Barberia, dall'altra., realizzato con il libero consenso di entrambe le parti e alle condizioni delle nazioni più favorite; e se in seguito una delle parti concede a qualsiasi altra nazione, qualsiasi favore o privilegio particolare nella navigazione o nel commercio, diventerà immediatamente comune all'altra parte, liberamente quando liberamente concesso a tale altra nazione; ma quando la sovvenzione è condizionata, le parti contraenti hanno la facoltà di accettare, modificare o rifiutare tali condizioni, nel modo più favorevole ai loro rispettivi interessi.
Fu ratificato dal Congresso degli Stati Uniti il 26 dicembre 1815.